# Lotus stepposus
Lotus stepposus är en ärtväxtart som beskrevs av Kramina. Lotus stepposus ingår i släktet käringtänder, och familjen ärtväxter. Inga underarter finns listade i Catalogue of Life.